# Kuschelina brachyscela
Kuschelina brachyscela är en skalbaggsart som först beskrevs av Blake 1965.  Kuschelina brachyscela ingår i släktet Kuschelina och familjen bladbaggar. Inga underarter finns listade i Catalogue of Life.